# Ordine Nuovo (movimento)
Il Movimento Politico Ordine Nuovo fu un movimento politico e organizzazione terroristica di estrema destra extraparlamentare nato nel dicembre 1969, fondato da alcuni militanti del Centro Studi Ordine Nuovo, guidati da Clemente Graziani, contrari al rientro dell'associazione, insieme al fondatore Pino Rauti, nei ranghi del Movimento Sociale Italiano. A novembre 1973 il movimento fu sciolto a seguito del processo in cui i suoi dirigenti furono accusati di ricostituzione del disciolto Partito Nazionale Fascista, subendo pesanti condanne e lo scioglimento ufficiale a opera del ministro dell'interno Paolo Emilio Taviani.
Già prima della cessazione per decreto del movimento, comunque, un gruppo di militanti si era attrezzato per la lotta clandestina. Con i leader più noti fuggiti all'estero per sottrarsi alla cattura per l'inchiesta su Ordine Nero, fu il neofascista Pierluigi Concutelli ad assumere il controllo del gruppo clandestino. Con l'arresto di Pierluigi Concutelli, nel febbraio 1977, la struttura militare del movimento fu sostanzialmente smantellata.

## Storia

### La nascita
Il Centro Studi Ordine Nuovo fu un movimento culturale di destra fondato nel 1956 da Pino Rauti, fuoriuscito dal MSI, il quale nel 1969 decise di rientrare a far parte di quest'ultimo.
I militanti contrari al rientro nel MSI, considerato un partito ormai "asservito alla borghesia e all'imperialismo statunitense", il 21 dicembre 1969 diedero vita al Movimento Politico Ordine Nuovo. Oltre a Clemente Graziani che ne diviene segretario nazionale, aderiscono Elio Massagrande, Roberto Besutti, Antonio Ragusa, Sandro Saccucci (che successivamente rientrerà nel MSI), Salvatore Francia e altri.

### La formazione dei quadri
A livello organizzativo, il movimento avvia i corsi di formazione quadri. I corsi per la formazione ideologica duravano due mesi e erano suddivisi in otto sezioni: rivoluzione tradizionale e sovversione, le due razze, impeto della vera cultura, orientamenti, rivolta contro il mondo moderno, la plutocrazia come forza sovversiva. Opere consigliate: quelle di Julius Evola e René Guénon.
Quanto alla formazione politica, i corsi duravano sempre due mesi e erano suddivisi in cinque sezioni: la guerra rivoluzionaria, le tecniche della guerra rivoluzionaria, la propaganda, l'organizzazione e la scelta dei temi di lotta. Volumi consigliati: la guerra rivoluzionaria di Clemente Graziani, Tecniche della guerra rivoluzionaria di Guido Giannettini e Mein Kampf di Adolf Hitler.

### L'attività
Il primo congresso nazionale si tenne a Lucca nell'ottobre 1970.

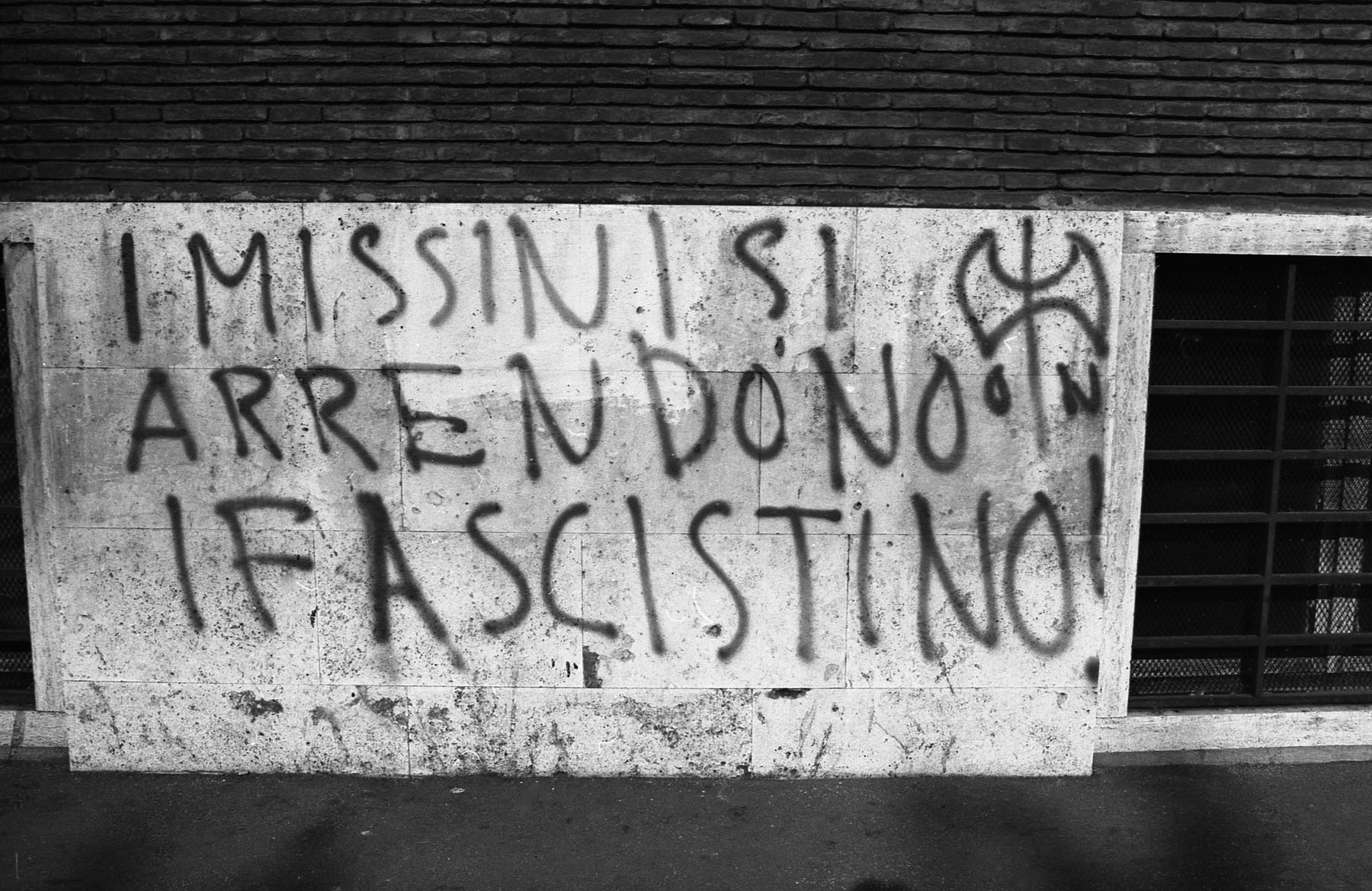
Scritta di Ordine Nuovo sui muri Roma 1970

Quest'organizzazione, in appena quattro anni di attività (sarà sciolta dal ministro dell'interno il 23 novembre del 1973), rappresentò il gruppo extraparlamentare di destra più noto e importante del periodo.
La linea politica del movimento è quella tradizionale, pur con alcune innovazioni, dovute all'enorme presa che la Cina di Mao esercita non solo tra i giovani comunisti, ma anche sulle correnti nazimaoiste e frediane.
Il 6 giugno 1973, cominciò a Roma il processo contro 30 appartenenti al MPON. Nei confronti di tutti gli imputati era stata rubricata la violazione degli articoli 1, 2, 3, 7 della legge Scelba sulla ricostituzione del disciolto Partito Fascista. Il processo si concluse con trenta condanne, a pene variabili da cinque anni e tre mesi a sei mesi di reclusione. Nel 1974 vengono imputati dello stesso reato 119 militanti del movimento.

### Lo scioglimento per decreto
Il 21 novembre 1973 trenta dirigenti vengono condannati per ricostituzione del Partito Nazionale Fascista e viene decretato lo scioglimento dell'organizzazione.
Se in quel momento appare un tentativo di reprimere la violenza, con il passare degli anni si vedrà come lo scioglimento di Ordine Nuovo (come quello di Avanguardia Nazionale, tre anni più tardi) lascerà allo sbando decine di giovanissimi estremisti che senza più controllo politico e umano vengono spinti a dar vita a gruppi clandestini e terroristici.
Lo scioglimento portò i dirigenti a fuggire all'estero: Clemente Graziani fuggì per evitare l'arresto, insieme ad Elio Massagrande, prima in Grecia, poi in Francia, Inghilterra, Bolivia, fino ad approdare in Paraguay.

### La clandestinità e il terrorismo

L'omicidio di Vittorio Occorsio a opera di Pierluigi Concutelli, il 10 luglio 1976

Alcuni militanti entrano nella clandestinità, con Pierluigi Concutelli, arrivato in ON dopo lo scioglimento, che ne diviene il punto di riferimento.
Nel 1974 il gruppo di Concutelli, legandosi ad altri estremisti neofascisti, si predispongono alla lotta armata e terroristica, organizzando il proprio movimento in modo clandestino, sull'esempio delle OAS, dandosi poi alla latitanza nel 1975. In questo periodo avvengono gli attentati di Ordine Nero, le stragi di Brescia e dell'Italicus, gli attentati di Savona e numerosi altri. Ad inizio 1975 sulla stregua delle indagini per la cattura di Mario Tuti viene praticamente smantellata la rete clandestina di Ordine Nuovo in Toscana.
Nell'autunno del 1975 si consuma, nel giro di pochi mesi, l'avvicinamento e poi la rottura con Avanguardia nazionale. Sulle ragioni della rottura tra Concutelli e Delle Chiaie esistono versioni contrastanti. Comunque nei giorni 1976 il gruppo clandestino, attivo in particolare a Roma, si lega sempre più alla criminalità tout court nelle attività di auto sovvenzionamento (rapine e sequestri). Il 10 luglio 1976 Concutelli esegue l'omicidio del giudice Vittorio Occorsio (che in quel momento sta indagando sui sequestri di persona e sulla P2) che era stato il PM al processo ad Ordine Nuovo nel 1973. Le indagini porteranno nel 1977 all'individuazione e all'arresto di numerosi ex ordinovisti, Concutelli incluso. L'omicidio di Occorsio è effettuato nel periodo di unificazione con Avanguardia Nazionale.
Numerosi ordinovisti che sono stati accusati o condannati per aver partecipato alla lotta armata di destra (ad esempio Augusto Cauchi, Massimo Batani, Vincenzo Vinciguerra, Carlo Digilio, Carlo Maria Maggi, Marcello Soffiati, Concutelli, Delfo Zorzi, Sergio Calore) erano rientrati nel Msi nel 1969. con un ruolo in quella che viene chiamata la "strategia della tensione". Gli estremisti appartenenti ad Ordine Nuovo del Veneto, condannati o indagati per la strage di Brescia, facevano riferimento ancora a Pino Rauti (benché questi fosse uscito dal Ordine Nuovo). Questo non solo lo si ricava da dichiarazioni testimoniali, ma dalla documentazione della Fonte "Tritone" (Maurizio Tramonte) agli atti dei processi di Piazza Fontana e Brescia. Un altro leader di Ordine Nuovo, anche se formalmente esterno al movimento, è Paolo Signorelli, fondatore del Circolo Drieu La Rochelle di Tivoli (e che per tale motivo non viene inquisito nel 1973).

## Vicende giudiziarie dei principali militanti
- Clemente Graziani, principale fondatore di ON e indagato per numerosi fatti di terrorismo, verrà assolto da quasi tutte le imputazioni;
- Pino Rauti, fondatore del Centro Studi Ordine Nuovo (ma mai aderente del MPON) e indagato per piazza Fontana negli anni settanta e per piazza della Loggia negli anni 2000, verrà assolto (definitivamente nel 2010) ed è eletto in Parlamento nel MSI già nel 1972 per diventarne segretario nazionale per un breve periodo all'inizio degli anni 90;
- Giovanni Ventura, Franco Freda, tra gli indagati per piazza Fontana, vennero assolti, e poi definiti responsabili dell'organizzazione dell'attentato, ma ormai non processabili una seconda volta; condannati a pene minori per associazione sovversiva alcune bombe sui treni e attentati del 1969, che non fecero vittime;
- Carlo Digilio, reo confesso e condannato per un ruolo avuto nella strage di piazza Fontana, nonché riconosciuto (post-mortem) coinvolto in piazza della Loggia, non scontò la pena per intervenuta prescrizione, in quanto collaboratore di giustizia; egli affermò anche di essere stato un agente segreto di collegamento con la CIA;
- Delfo Zorzi (che dal 1974 vive in Giappone), indagato per la Strage di Piazza della Loggia di Brescia e per essere stato uno degli esecutori materiali di piazza Fontana (assieme ad altri indagati ma mai processati, come Antonio Sottosanti e lo stesso Concutelli, ma anche con altri come l'agente dei servizi segreti Guido Giannettini), verrà successivamente assolto per insufficienza di prove[8]; la Cassazione, nel 2014, ha reso definitiva l'assoluzione;
- Carlo Maria Maggi e Maurizio Tramonte, assolti per piazza Fontana, sono stati condannati in via definitiva per la strage di piazza della Loggia; Maggi ha avuto anche condanne minori in passato, come per associazione sovversiva in relazione al processo strage di Peteano e per ricostituzione del partito fascista. È stato assolto dall'accusa di essere il mandante della strage della Questura di Milano; il 22 luglio 2015 sono stati condannati all'ergastolo in appello per la strage di piazza della Loggia (Tramonte come uno degli esecutori, Maggi come mandante) e nel 2017 la Cassazione ha confermato il verdetto d'appello;
- Vincenzo Vinciguerra, reo confesso, è stato condannato all'ergastolo nel 1987 per la strage di Peteano di Sagrado (eseguita assieme a Carlo Cicuttini) in cui morirono tre carabinieri e due rimasero feriti. Tuttora è detenuto presso il carcere di Opera;
- il dirigente di Ordine Nuovo Pierluigi Concutelli (entrato nel movimento, ormai clandestino, dopo lo scioglimento del 1973) è stato condannato per l'omicidio del giudice Vittorio Occorsio nel 1976;
- Massimiliano Fachini e Paolo Signorelli sono stati indagati e poi assolti per presunta partecipazione, tra gli organizzatori, alla strage di Bologna assieme ai Nuclei Armati Rivoluzionari (esecutori materiali).

## Gli epigoni
Dopo lo scioglimento forzato del movimento nel 1973, dalle sue ceneri nasceranno numerose organizzazioni terroristiche neofasciste, tutte animate da ex membri: Ordine Nero, Costruiamo l'azione di Paolo Signorelli e Sergio Calore, i Gruppi d'azione ordinovista di Pierluigi Concutelli, Terza Posizione.

### Avanguardia Ordinovista
Il 22 dicembre 2014, a seguito di un blitz dei carabinieri del Ros coordinati dalla procura distrettuale antimafia dell'Aquila nei confronti di Avanguardia Ordinovista, gruppo che si richiamava agli ideali di Ordine Nuovo e progettava azioni violente nei confronti di obiettivi istituzionali, 14 persone furono arrestate in diverse regioni italiane e altre furono indagate.
Tra gli indagati: Stefano Manni, ex carabiniere residente a Montesilvano e indicato come possibile leader del gruppo eversivo e il novantatreenne Rutilio Sermonti, militare e politico di estrema destra che, secondo i Ros, avrebbe fornito «sostegno ideologico alla struttura avendo inoltre redatto un documento denominato "Statuto della Repubblica dell'Italia Unita" che rappresenta una nuova Costituzione della Repubblica nella quale viene tracciato il nuovo ordine costituzionale della nazione esplicitamente ispirato all'epoca fascista».
Tra i reati contestati all'organizzazione, l'associazione con finalità di terrorismo, di eversione dell'ordine democratico e finalizzata all'incitamento alla discriminazione e alla violenza per motivi razziali, etnici o religiosi.
Secondo gli inquirenti, il «compimento di atti di violenza al solo fine di destabilizzare l'ordine pubblico e la tranquillità dello Stato» avrebbe dovuto realizzarsi attraverso una serie di possibili attentati a magistrati, forze dell'ordine, prefetture ed uffici di Equitalia. 
Un altro progetto dell'organizzazione, poi sfumato, sarebbe stato anche quello di assassinare lo storico militante ordinovista Marco Affatigato, all'epoca latitante e accusato di associazione sovversiva, «ritenuto infame poiché legato ai servizi segreti».
Durante il processo in corso nei confronti di Stefano Manni (Sermonti è morto nel 2015) questi ha dichiarato che le sue erano "solo sbruffonerie scritte sui Social network".